# José Luis Borbolla
José Luis Borbolla, teljes nevén José Luis Borbolla Chavira (Mexikóváros, 1920. január 31. – 2001. február 11., Mexikóváros) néhai mexikói labdarúgócsatár.
A Real Madrid történetének második mexikói légiósa.

## Pályafutása
A Mexikóvárosban született Borbolla egy környékbeli csapatban, a Martéban kezdett el futballozni, amellyel 1943-ban mexikói bajnok is lett.
1944-ben külföldre szerződött, Spanyolországban a Real Madrid és a Deportivo mezét is magára ölthette. A királyi gárdánál csak egyetlen meccsen kapott lehetőséget, azonban a Depornál töltött időszak során négyszer is gólt szerzett. Ezt követően egy évre hazatért, 1945-től az Asturiast erősítette, majd újabb egy szezonra ismét egy spanyol klub, a Celta Vigo alkalmazta. Egyik spanyolországi kalandja sem sikerült túl hosszú életűre, így 1947-ben hazatért, és három évet játszott még, sorrendben az España, a Veracruz és a Club América csapataiban. Utóbbinál visszavonulása után egy évig edzősködött is.
A mexikói válogatottban összesen három összecsapáson játszott, ebből egy az 1950-es vb idejére esett, az ellenfél Svájc volt.
Visszavonulása után Borbolla sportboltot nyitott.